# Tatiana Barrera
Tatiana Riera Barrera (* 9. Mai 1981 in Paris) ist eine ehemalige französische Beachvolleyballspielerin.

## Karriere
Die in der französischen Hauptstadt geborene Sportlerin spielte ihre ersten Open-Turniere 1998 und 2000 in Marseille mit Ethel-Julie Arjona. An selber Stelle nahmen die beiden an der Weltmeisterschaft 1999 teil, kam aber nicht über den letzten Platz hinaus. Im gleichen Jahr gewannen sie jedoch die Bronzemedaille bei den U20-Europameisterschaften und wurden ebenfalls Dritte bei den nationalen Meisterschaften ihres Heimatlandes. Eine Spielzeit später standen sie im Finale der französischen Titelkämpfe und wurden Fünfte bei der U22-EM. Bei der nächsten WM in Klagenfurt blieb Barrera mit Emilie Burte ohne Satzgewinn. Anschließend wurde das Duo Neunte der Junioren-WM in Le Lavandou. An der Seite von Arcadia Berjonneau und Andrea Luge konnte Barrera 2002 und 2003 keine Erfolge verzeichnen. In der ersten Hauptrunde der WM 2003 musste sie sich mit Claire Jaouen als Gruppendritte in der ersten Hauptrunde den Brasilianerinnen Ana Paula/Sandra Pires geschlagen geben. Nach dem Klagenfurter Grand Slam 2004 trennte sie sich von Jaouen und bildete 2005 ein neues Duo mit Eva Hamzaoui. Die WM in Berlin endete für Barrera/Hamzaoui in der Verliererrunde durch eine Tiebreak-Niederlage gegen die Deutschen Goller/Ludwig. Anschließend wurden sie jeweils Neunte bei den Open-Turnieren in Bali und Kapstadt. Ein Jahr später siegte das Duo bei den französischen Meisterschaften. Für beide war es der erste und für Tatiana Barrera auch der einzige nationale Titelgewinn.
Nachdem sie von Ende 2006 bis 2007 mit Virginie Kadjo als bestes Ergebnis einen dreizehnten Platz bei den Open in Phuket erreicht hatte, trat Barrera bei der WM in Gstaad mit Céline Gemise Fareau an, schied aber hinter den punktgleichen Spanierinnen als Gruppendritte aus. Im gleichen Spieljahr standen die Französinnen im Finale ihrer Landesmeisterschaft. 2009 kehrte Barrera nach einem Jahr Pause an der Seite von Virginie Sarpaux zurück. Die beiden erreichten bei den Welttitelkämpfen in Stavanger als Zweitplatzierte der Vorrunde die KO-Phase, in der sie den Griechinnen Arvaniti/Tsiartsiani unterlagen. Nach dem siebzehnten Rang mit Sarpaux beim Grand Slam in Marseille sowie dem dreizehnten Platz mit Laura Longuet in Barcelona beendete Tatiana Barrera ihre Karriere.